# Fluorur de cesi
El fluorur de cesi, en anglès caesium fluoride o cesium fluoride, és un compost inorgànic que normalment apareix com un sòlid blanc higroscòpic. Es fa servir en la síntesi orgànica com a font de l'anió fluorur. El cesi té l'electronegativitat més baixa de tots els elements no radioactius i el fluor té l'electronegativitat més alta de tots els elements.

## Síntesi i propietats
El fluorur de cesi es pot preparar per a la reacció de l'hidròxid de cesi (CsOH) amb àcid hidrofluòric (HF). La sal que en resulta es pot purificar per recristal·lització:
CsOH(aq) + HF(aq) → CsF(aq) + H₂O(l)
Un altre sistema és amb la reacció de carbonat de cesi (Cs₂CO₃) amb àcid hidrofluòric:
Cs₂CO₃(aq) + 2HF(aq) → 2CsF(aq) + H₂O(l) + CO₂(g)

## Precaucions
Com altres fluorurs solubles, el CsF és moderadament tòxic. S'ha d'evitar el contacte amb àcids, ja que esdevé el molt tòxic/corrosiu àcid hidrofluòric. L'ió de cesi (Cs+) i el clorur de cesi no es consideren tòxics.